# Louis Sellier
 (janvier 2022).
Pour les articles homonymes, voir Sellier.
Louis Sellier, né le 6 novembre 1885 à Dornes (Nièvre) et mort le 27 janvier 1978 à Remoulins, est un syndicaliste et homme politique français.
Militant syndicaliste français des PTT, il est élu conseiller municipal de Paris à la veille de la Première Guerre mondiale. Membre du parti socialiste SFIO depuis 1909, il compte parmi les fondateurs du Parti communiste français en 1920. Après avoir été secrétaire général du PCF de janvier 1923 à août 1924, il est exclu du parti en 1929. Il fonde alors le Parti ouvrier et paysan (POP), devenu en 1930 le Parti d'unité prolétarienne (PUP), situé entre le PCF et la SFIO. Il dirige ce parti de 1930 à 1937, jusqu'à sa fusion avec la SFIO. Député de Paris en 1932 à 1940, il vote les pleins pouvoirs au maréchal Pétain. En 1943, il est nommé vice-président du conseil municipal de Paris.

## Biographie

### Le postier syndicaliste
Louis Sellier entre aux PTT en 1904. Il est nommé commis aux services ambulants de la gare du Nord à Paris ; il aurait participé aux mouvements de grève qui affectent les PTT en mars puis en mai 1909. Il est secrétaire-adjoint du groupe de l'A G des agents des PTT de la gare du Nord. Il s'oriente ensuite vers le militantisme politique.

### Le socialiste parisien (1909-1920)
Il adhère au parti socialiste SFIO en 1909 ou 1910. En juin 1914, il est élu au Conseil municipal de Paris dans le quartier de la Goutte d'Or (18e arrondissement). Il remplace Marcel Cachin qui vient d'être élu député. Louis Sellier reste élu municipal de ce quartier jusqu'en 1940. Il suit la même trajectoire que Marcel Cachin vis-à-vis de la guerre et du positionnement à l'intérieur du parti socialiste. Lors de l'Union sacrée en 1914, il adopte une position centriste, puis en 1920, est partisan de l'adhésion à l'Internationale communiste.

### Le dirigeant du Parti communiste (1920-1929)
En décembre 1920, au Congrès de Tours, il entre au Comité directeur du Parti communiste français et au conseil d'administration de L'Humanité. En 1922, il participe au Plénum de l'Internationale communiste à Moscou, qui remanie la direction du Parti français.
À la suite de la démission de Ludovic-Oscar Frossard en janvier 1923, il devient secrétaire général par intérim du Parti communiste français, avec Albert Treint. En janvier 1924, le 4e Congrès du PCF l'élit seul secrétaire général du Parti. Il est également membre du Comité exécutif du Komintern. Cependant, au cours de l'été 1924, il est démis de sa fonction de secrétaire général pour être remplacé par le cheminot Pierre Semard.
Entre 1925 et 1929, Louis Sellier demeure membre du Bureau politique du Parti communiste, mais conteste la ligne de plus en plus sectaire imposée par l'Internationale Communiste. En novembre 1929, en compagnie de cinq autres conseillers municipaux de Paris, il est taxé d'opportunisme, puis exclu du PCF.

### Communiste dissident puis à la SFIO (1929-1940)
Il fonde alors le Parti ouvrier et paysan, puis en 1930, avec de précédents dissidents du PCF, il crée le Parti d'unité prolétarienne (PUP), dont il va être le secrétaire général jusqu'à sa dissolution dans la SFIO en 1937.

### Le député de Paris
Sous l'étiquette « pupiste », il est élu député de Paris, dans le 18e arrondissement, son fief électoral. L'adversaire communiste qu'il bat n'est autre que Marcel Cachin, son premier mentor politique. Le PUP fait partie de la coalition du Front populaire et Louis Sellier est réélu lors des élections de 1936. Rentré au bercail socialiste en 1937, il n'y occupe aucun poste de responsabilité.
Le 10 juillet 1940, à Vichy, il vote les pleins pouvoirs au maréchal Pétain.

### Des responsabilités sous l'Occupation allemande
En 1941, il est nommé conseiller municipal de Paris et membre de l'organisme qui gère le département de la Seine. En mai 1943, il est désigné vice-président du conseil municipal de Paris.

### Après la Libération
Son attitude sous l'Occupation lui vaut d'être exclu du Parti socialiste SFIO lors du congrès extraordinaire de novembre 1944. Louis Sellier rejoint d'autres exclus du parti socialiste au sein du Parti socialiste démocratique dirigé par Paul Faure.

## Détail des mandats et fonctions
- 1914-1944 : conseiller municipal de Paris (Quartier de la Goutte-d'Or)
- 1932-1942 : député de la Seine (18e arrondissement de Paris)